# Jurcani
Jurcani is een plaats in de gemeente Sveti Lovreč in de Kroatische provincie Istrië. De plaats telt 13 inwoners (2001).